# 杉村美寿希
杉村 美寿希（すぎむら　みずき、2003年11月20日 - ）は、奈良県出身の、日本の柔道選手。階級は78kg級。身長163cm。組み手は左組み。血液型はA型。得意技は内股。

## 経歴
柔道は5歳の時に橿原市柔道クラブで始めた。小学校5年の時に全国小学生学年別柔道大会40㎏超級で5位になった。広陵中学2年の時に全国中学校柔道大会の団体戦で、1年先輩の大森朱莉などとともに活躍して優勝した。3年の時には全国中学校柔道大会70㎏超級で3位になった。比叡山高校2年の時には全国高校選手権の無差別で5位だった。3年の時にはインターハイの団体戦で5位だったが、個人戦78㎏級で優勝した。全日本ジュニアでは決勝で早稲田大学2年の黒田亜紀に技ありで敗れて2位だった。2022年には東海大学へ進学すると、学生体重別、優勝大会、体重別団体と学生3冠を早くも達成した。2年の時には体重別と優勝大会で3位になった。ワールドユニバーシティゲームズではオール一本勝ちで優勝した。学生体重別では準決勝で国士舘大学2年の稲葉千皓に合技で敗れて3位だった。体重別団体では2連覇した。講道館杯では決勝でコマツの泉真生を技ありで破って、シニアの全国大会初優勝を飾った。グランドスラム・東京では準々決勝で元世界チャンピオンであるブラジルのマイラ・アギアルに隅落で敗れると、その後の3位決定戦で三井住友海上の高山莉加に腕挫十字固で敗れて5位だった。3年の時には学生体重別で3位だった。体重別団体では3連覇した。講道館杯では3位だった。グランドスラム・東京では準決勝で大学の1年先輩である池田紅に反則負けすると、3位決定戦でも綜合警備保障の梅木真美に大外返で敗れて5位だった。グランドスラム・タシケントでは2回戦で中国の馬振昭に反則負けを喫した。4年の時には体重別で3位だった。ワールドユニバーシティゲームズでは3回戦で地元ドイツのアンナ＝モンタ・オレクに反則負けを喫した。団体戦は初戦のみ出場するも、出番がなかった。その後チームは優勝した。
IJF世界ランキングは126ポイント獲得で103位(25/7/20現在)。

## 戦績
- 2014年 -　全国小学生学年別柔道大会　5位(40㎏超級)
- 2017年 -　全国中学校柔道大会　団体戦　優勝
- 2018年 -　全国中学校柔道大会　3位(70㎏超級)
- 2021年 -　全国高校選手権　5位(無差別)
- 2021年 -　インターハイ　個人戦　優勝　団体戦　5位
- 2021年 -　全日本ジュニア　2位
- 2022年 -  全日本強化選手選考会　2位
- 2022年 -　優勝大会　優勝
- 2022年 -　学生体重別　優勝
- 2022年 -　体重別団体　優勝
- 2022年 -　講道館杯　5位
- 2023年 -　ベルギー国際　ジュニアの部　優勝　オープンの部　優勝
- 2023年 -　体重別　3位
- 2023年 -　グランプリ・リンツ　5位
- 2023年 -　優勝大会　3位
- 2023年 -　ワールドユニバーシティゲームズ　優勝
- 2023年 -　学生体重別　3位
- 2023年 -　体重別団体　優勝
- 2023年 -　講道館杯　優勝
- 2023年 -　グランドスラム・東京　5位
- 2024年 -　学生体重別　3位
- 2024年 -　体重別団体　優勝
- 2024年 -　講道館杯　3位
- 2024年 - グランドスラム・東京　5位
- 2025年 - 体重別　3位
- 2025年 - ワールドユニバーシティゲームズ　団体戦　優勝

(出典、JudoInside.com)